# Кім Всеможу (фільм)
«Кім Всеможу» (англ. Kim Possible) — гостросюжетний рімейк однойменного мультсеріалу. Режисери Адам Штайн і Зак Липовский. Автори сценарію Боб Шойли, Марк Маккоркл і Джош Каган. В головних ролях Седді Стенлі і Шон Джамброун.

## Сюжет
Історія про школярку-шпигунку Кім, яка знову повинна врятувати світ від підлих лиходіїв. Але цього разу їй допомагатиме не лише вірний напарник Рон, а й нова подруга Афіна. Разом їм потрібно запобігти хитромудрому задуму Драккена і Шиго.

## У ролях
| Актёр            | Роль                     |
| ---------------- | ------------------------ |
| Седді Стенлі     | Кім Всезможу             |
| Шон Джамброун    | Рональд "Рон" Стопбл     |
| Елісон Ганніґан  | Енн Всезможу Мама Кім    |
| Конні Рей        | Нана Всезможу Бабуся Кім |
| Тодд Стешвік     | Доктор Драккен           |
| Тейлор Ортега    | Шиго                     |
| Еріка Там        | Бонні Роквальнер         |
| Кіара Вілсон     | Афіна                    |
| Айсен Рейн Бровн | Вейд                     |
| Петтон Освальт   | Професор Дементор        |

## Зйомки
Фільм був анонсований 7 лютого 2018 року.

## Реліз
Фільм вийшов на телеканалі Дісней 15 лютого 2019 року.

## Рейтинги та критика
Під час прем'єри о 8:00 вечора фільм «Кім Всеможу» залучив загалом 1,24 мільйона глядачів із рейтингом 0,22 для людей віком від 18 до 49 років, що є найнижчим рейтингом серед оригінальних фільмів Disney Channel.
Фільм отримав рівно 100% рейтингу на сайті «Rotten Tomatoes», згідно 6 рецензій.

## Покликання
- Kim Possible на сайті IMDb (англ.)